# GNU Chess
GNU Chess är ett fritt schackprogram. Programmet ingår i GNU-projektet och har funnits sen 1984, vilket gör det till ett av de äldsta schackspelarprogrammen.  Det skrevs först till Unix-lika plattformar, men GNU Chess har sedermera porterats till ett stort antal operativsystem. GNU Chess är högt rankat. Programmet har i sig själv bara ett textgränssnitt, men grafiska omgivningar som visar ett vanligt schackbräde finns tillgängliga.